# Loi organique relative à la protection de la sécurité publique (1992)
Lire en ligne

Version consolidée

Loi de sécurité publique de 2015
La loi organique 1/1992, du 21 février, relative à la protection de la sécurité publique (en espagnol : Ley Orgánica 1/1992, de 21 de febrero, sobre Protección de la Seguridad Ciudadana) est une loi organique espagnole en vigueur entre 1992 et 2015.

## Surnoms
La loi est surnommée loi Corcuera, du nom du ministre de l'Intérieur ayant porté le projet de loi, et loi du coup de pied dans la porte (Ley de la patada en la puerta) en ce qu'elle facilitait l'entrée des forces de l'ordre dans un domicile par une définition large de la constatation du flagrant délit.

## Historique
La loi est adoptée par le Congrès des députés le 14 novembre 1991 par 187 voix pour et 107 contre. Elle est approuvée par le Parti socialiste ouvrier espagnol (PSOE), le Parti nationaliste basque (EAJ/PNV) et Convergence et Union (CiU), et rejetée par le Parti populaire (PP), Izquierda Unida (IU) et le Centre démocratique et social (CDS).
Le 15 janvier 1992, elle est approuvée par le Sénat avec le soutien des mêmes forces politiques, qui obtiennent l'amendement de plusieurs articles. Elle retourne au Congrès pour une lecture définitive, où elle est approuvée le 13 février par 190 voix pour et 126 contre.
Publiée au Bulletin officiel de l'État (BOE) le 22 février 1992, elle entre en vigueur vingt jours plus tard. Le 18 novembre 1993, le Tribunal constitutionnel annule à l'unanimité de ses douze magistrats l'extension de la possibilité de perquisition. En conséquence, le ministre de l'Intérieur, José Luis Corcuera, présente sa démission au président du gouvernement, Felipe González.
La loi organique est remplacée par la loi organique relative à la protection de la sécurité publique de 2015, surnommée « loi bâillon » (Ley Mordaza).